# Spätblühende Traubenkirsche
Die Spätblühende Traubenkirsche (Prunus serotina), auch Späte Traubenkirsche oder Amerikanische Traubenkirsche genannt, ist eine Pflanzenart aus der Gattung Prunus. Sie stammt aus dem kühlgemäßigt-feuchten Klima Nordamerikas.
In Europa zählt sie zu den invasiven Neophyten, wird mancherorts problematisch, und gilt daher nicht mehr als forstwirtschaftlich anbauwürdig. Sie wächst auf nicht staunassen und nicht zu trockenen Böden und ist vor allem in Offenlandbiotopen sowie lichten Eichen-, Kiefern- und Lärchenbeständen verbreitet. In Deutschland bevorzugt sie bodensaure Sandböden.
Die in Europa heimische Gewöhnliche Traubenkirsche erreicht etwas geringere Wuchshöhen, wächst bevorzugt auf feucht-nassen Böden und ist vor allem in Auwäldern in Niedersachsen und Sachsen-Anhalt verbreitet.

## Beschreibung

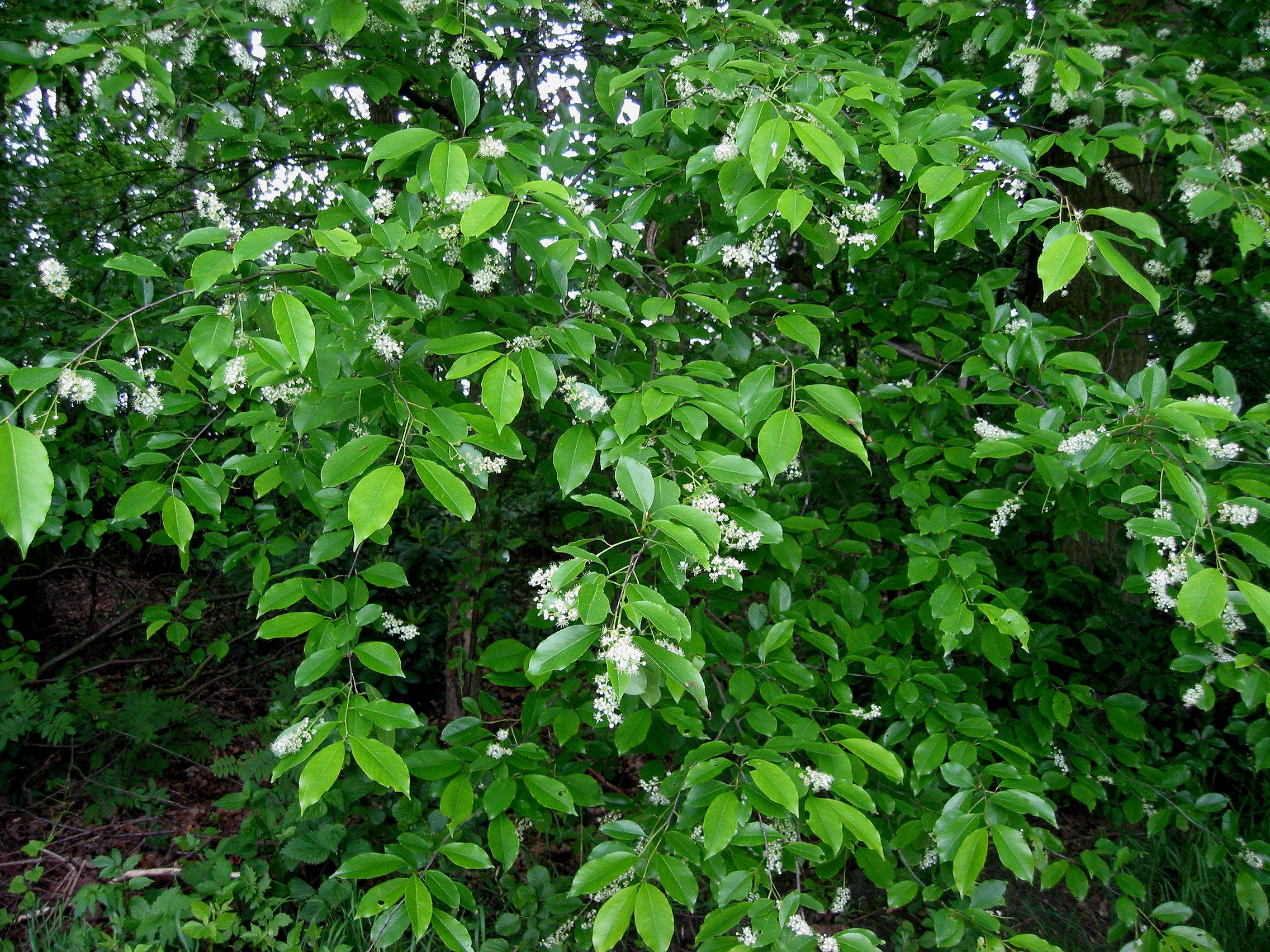
Blühender Strauch

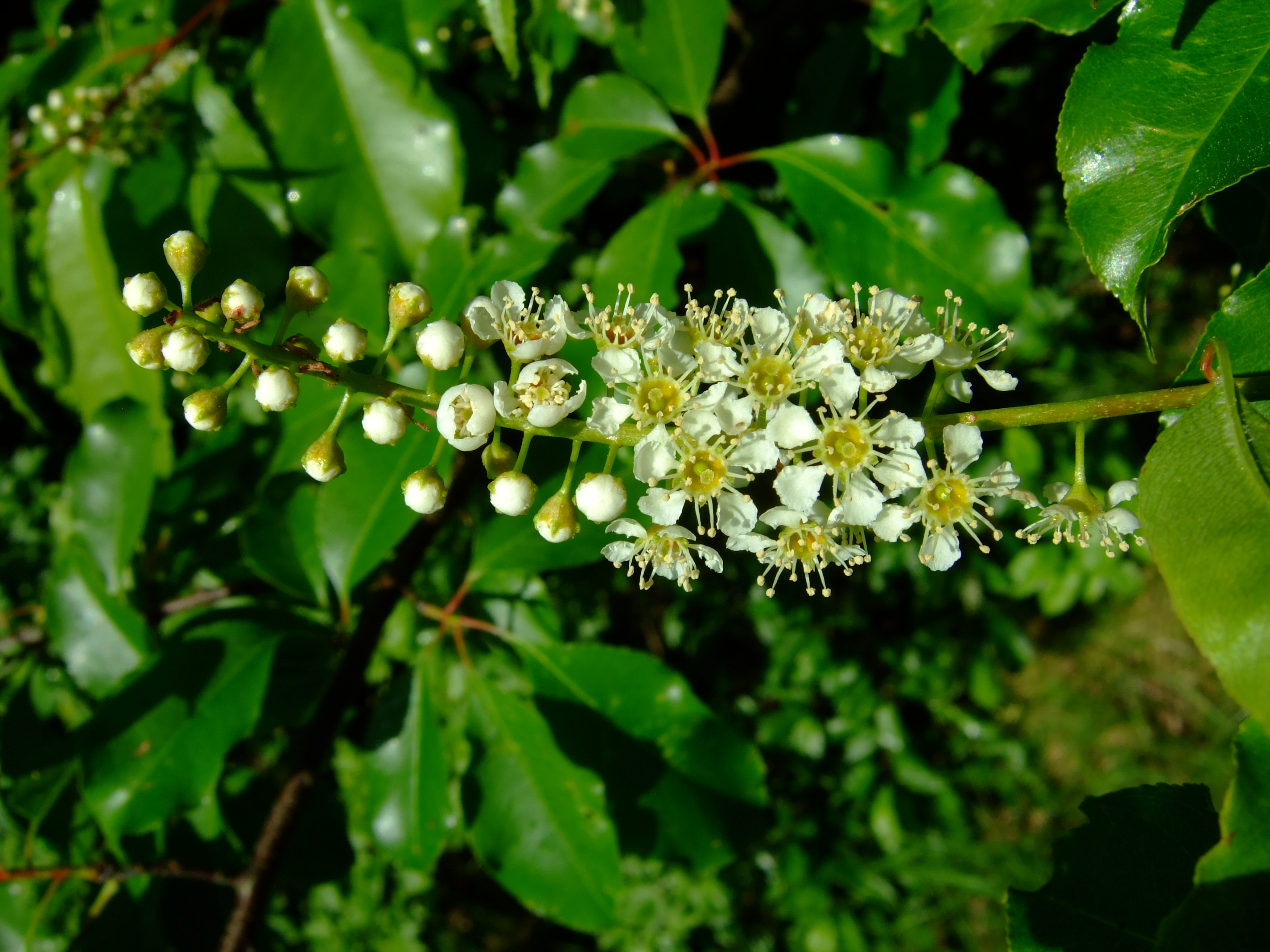
Blütenstand

### Habitus
Die raschwüchsige sommergrüne Spätblühende Traubenkirsche ist in Europa ein Strauch bis kleiner Baum, der in der Regel Wuchshöhen von weniger als 20 Metern erreicht. In einigen Fällen, z. B. im Freiburger Mooswald, treten Exemplare mit bis zu 30 m Höhe auf und in ihrer Heimat Nordamerika kommen Exemplare mit Wuchshöhen von bis zu 35 Metern vor. Im Süden und Westen der USA gedeiht eine kleinere Variante mit Höhen zwischen 9 und 15 Metern.
Die Spätblühende Traubenkirsche bildet eine längliche Baumkrone und eine dichte Belaubung aus. Ihre relativ kurzen Äste sind waagrecht ausgerichtet und dunkelbraun berindet. Die Rinde junger Zweige ist kahl. Die Langtriebe besitzen eine Endknospe.

### Blatt
Die wechselständig angeordneten Laubblätter sind in Blattstiel und Blattspreite gegliedert. Der 6 bis 25 Millimeter lange Blattstiel besitzt zwei bis vier Drüsen. Die einfache Blattspreite ist 4 bis 12 Zentimeter lang. Ihre Form variiert von länglich-eiförmig bis länglich-lanzettlich. Sie besitzt eine keilförmige Basis und verläuft zur Blattspitze hin zugespitzt. Der Blattrand ist gezähnt. Die kleinen, knorpeligen Zähne sind nach innen gekrümmt. Die Blattunterseite ist hellgrün gefärbt. Entlang der Mittelrippe stehen gelbliche Härchen. Die Blattoberseite ist dunkelgrün und – im Unterschied zur heimischen Gewöhnlichen Traubenkirsche – glänzend. Im Herbst nehmen die Blätter lebhaft gelbe bis orange Farben an. Sie wachsen nicht nur an Zweigen und Ästen, sondern sind als kleine Blättchen auch an den Fruchttrauben zu finden.

### Blütenstand und Blüte
Die Blütezeit reicht von Mai bis Juni. Bis zu 30 Blüten stehen in einem 6 bis 15 Zentimeter langen, walzenförmigen, traubigen Blütenstand zusammen. Der Blütenstand steht zunächst aufrecht, orientiert sich dann im weiteren Verlauf nach unten, bis er schließlich zu Ende der Blühperiode überhängt. Am Grund des Blütenstandes befinden sich Laubblätter mit einem Durchmesser von etwa 8 bis 10 Millimetern und kleine Tragblätter. Die Blütenstiele sind 3 bis 8 Millimeter lang. Die zwittrigen, duftenden Blüten sind radiärsymmetrisch und fünfzählig mit doppelter Blütenhülle. Die fünf Kronblätter sind weiß.

### Frucht
Die Früchte sind zuerst hellrote, dann violett-rote, bei der Reife schwarze Steinfrüchte bis 1 Zentimeter Größe. Die Kirschen haben an der dem Stiel gegenüberliegenden Seite eine kleine, kreisförmig eingezogene Delle und am Stielansatz kleine Kelchblätter. Die Kirschkerne sind kleiner als durchschnittlich große Sauerkirschkerne und etwas länglicher.

### Chromosomenzahl
Die Chromosomenzahl beträgt 2n = 32.

## Synökologie
Die Spätblühende Traubenkirsche gilt als Wirtspflanze für die Blattlaus Myzus persicae, die eine Viruserkrankung der Zuckerrübe überträgt. Außerdem wurde die Kirschessigfliege als Parasit vor allem der unreifen Beeren erkannt. Die Populationen in europäischen Wäldern könnten als Reservoir für diesen Schädling des Obstbaus dienen.

## Verwendung und Giftigkeit
Die essbaren Kirschen reifen Ende Juli bis Ende August, sind aromatisch-süß, haben aber oft einen unangenehm bitteren Nachgeschmack. Sie können als Obst gegessen und zu Säften oder Mus verarbeitet werden (ähnlich wie Schlehen). In skandinavischen Ländern werden Destillate aus den schwarzen Beeren hergestellt. In den USA finden die Früchte bei der Aromatisierung von Rum und Brandy Verwendung.
Dagegen enthalten besonders die Samen in den Steinkernen, viel weniger auch Blüten und Rinde, cyanogene Glykoside und sind für Mensch und Tier giftig. Beim Menschen treten vergleichbare Vergiftungserscheinungen wie bei Prunus laurocerasus auf. Nach dem Fressen von Blättern oder Rinde sind bei tragenden Schweinen teratogene Wirkungen aufgetreten; bei einer Angoraziege war die Vergiftung tödlich, nachdem sie die Blätter gefressen hatte. Die Hauptwirkstoffe in der Rinde sind Prunasin und Scopoletin und in frischen Blättern wurde ein Blausäuregehalt von 210 mg/100 g festgestellt.

## Verbreitung und Standort

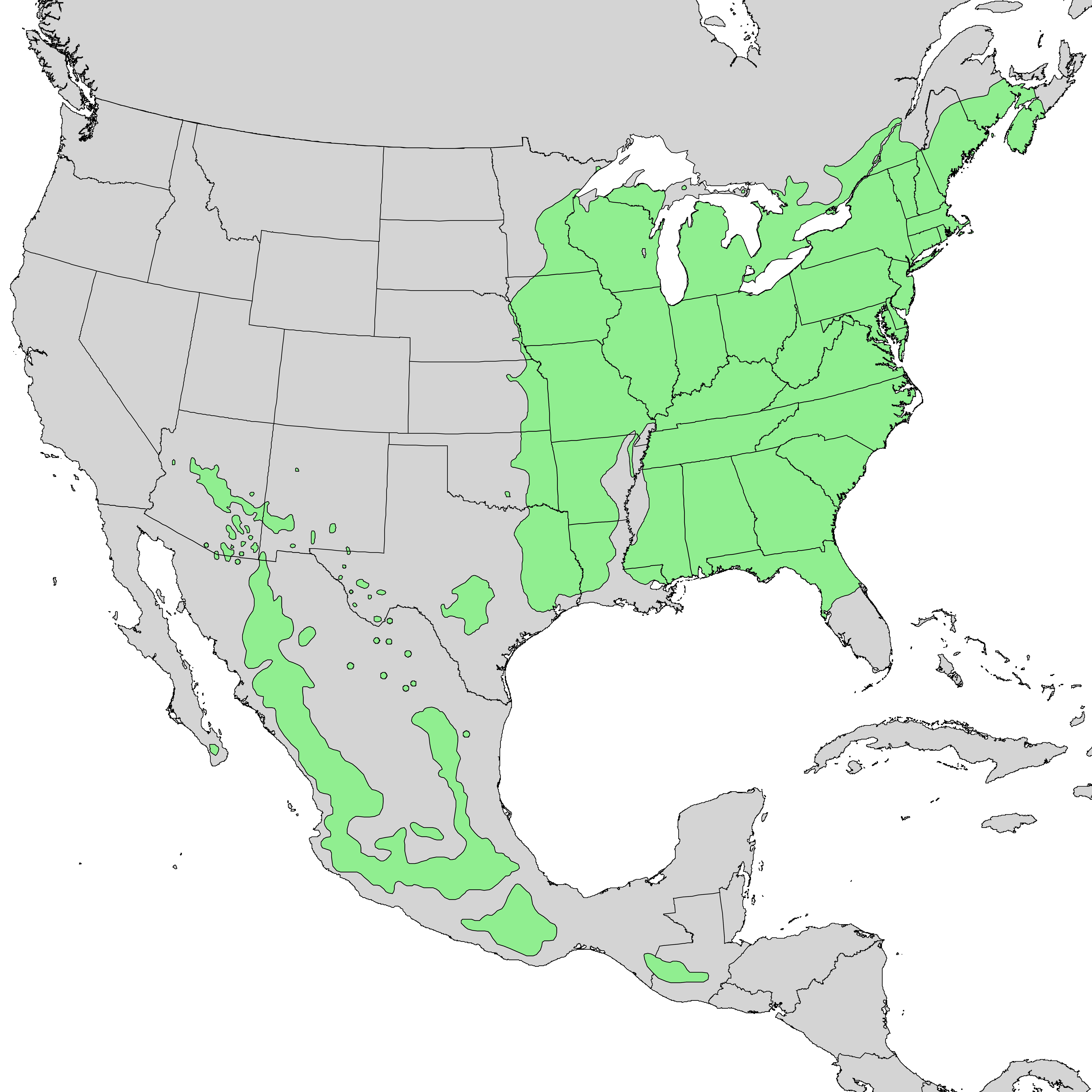
Ursprüngliche Verbreitung der Spätblühenden Traubenkirsche (Prunus serotina)

Die Spätblühende Traubenkirsche ist ursprünglich in Nordamerika beheimatet, insbesondere im Osten der USA. Sie kommt aber auch im gemäßigten Gebirgsklima Mexikos natürlich und in den südamerikanischen Anden in Ecuador und Peru als angebautes Gehölz („Capulin“) vor. In Nordperu bei Cajamarca wird sie bei traditionellen Festen nach Karneval, den sogenannten „Unshas“, verwendet.
Die Spätblühende Traubenkirsche gedeiht am besten auf feuchten Sand- und Lehmböden mit sauren bis schwach basischen Boden-pH. Sie kommt hauptsächlich im Tiefland vor und kann auch mit gelegentlichen Überschwemmungen leben. Sie verträgt Sonne bis lichten Schatten, wächst gut im Stadtklima und ist windfest, da sie ein Herzwurzelsystem ausbildet. Gegenüber Winter- und Spätfrosten zeigt sie sich relativ unempfindlich. Die Spätblühende Traubenkirsche eignet sich deswegen auch als Pionierbesiedler von Brachflächen, ist aber auf Grund ihrer Ausbildung von Wurzelbrut nur schlecht wieder einzudämmen, wenn sie auf einen gut geeigneten Lebensraum trifft. Sie zählt zu den Bienennährgehölzen, der Nektarwert ist mäßig, der Pollenwert schlecht.

### Ausbreitung in Europa
Als Neophyt hat sich die Spätblühende Traubenkirsche in Europa stark selbständig ausgebreitet, da sie sich sehr stark vermehrt und vom Wild kaum verbissen wird. Sie kommt dort insbesondere in lichten Wäldern, in Ufergebüschen sowie als Zierstrauch oder -baum in Gärten vor. In der Jungbestockung der deutschen Wälder ist sie nach den Ergebnissen der Dritten Bundeswaldinventur (2012) mit einer Gesamtfläche von 104.000 Hektar bzw. einem Flächenanteil von knapp vier Prozent inzwischen die häufigste fremdländische Baumart.
In der Schweiz (siehe Liste der gebietsfremden invasiven Pflanzen der Schweiz)
sowie in der EU wurde sie aufgrund ihres Ausbreitungspotenzials und der Schäden in den Bereichen Biodiversität, Gesundheit bzw. Ökonomie sowie der begrenzten Steuerungsmöglichkeiten in die Liste invasiver gebietsfremder Arten von unionsweiter Bedeutung aufgenommen.

#### Ökologische Integration

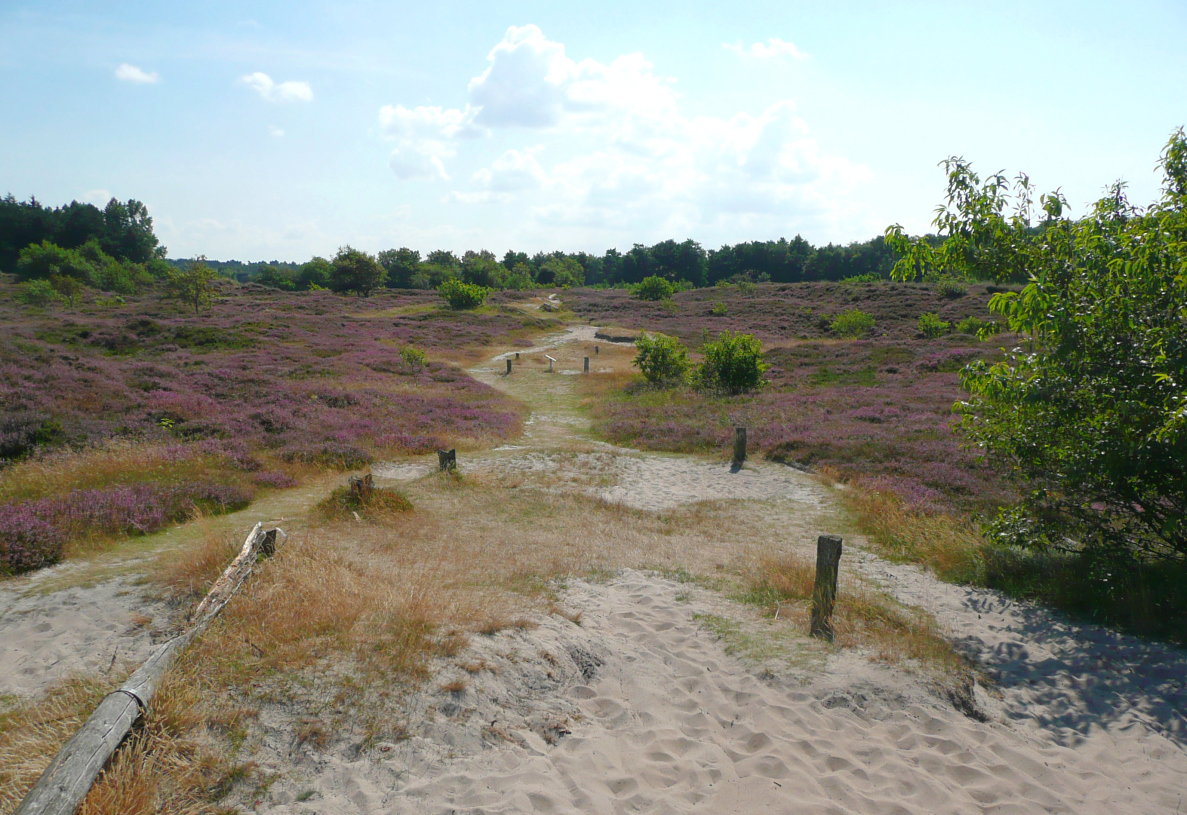
Starke Verbuschung der Cuxhavener Küstenheide mit Amerikanischer Traubenkirsche (im Bild am rechten Rand)

Die heutigen Naturschutzziele sehen unter anderem die Erhaltung bestehender Zustände ehemaliger Kulturlandschaften vor. Prunus serotina gilt daher im Naturschutz als zu bekämpfende Art, da sie vor allem in Heidelandschaften und anderen Offenlandbiotopen die nicht erwünschte Sukzession durch Verbuschung erheblich beschleunigt. Sie wird von den notwendigen Weidetieren weitgehend verschmäht. In FFH-Gebieten verändert sie die Baumartenzusammensetzung negativ und führt zu einer Artenverarmung durch Verdrängung heimischer Pflanzenarten. Demgegenüber werden ihre Auswirkungen auf die heimische Waldfauna eher positiv beurteilt: Sie dient zahlreichen Gliederfüßern, Vögeln, Säugetieren und Pilzen als Wirtspflanze und die Kirschen werden von Wildschweinen, Rehen, Füchsen, Baummardern, Steinmardern, Iltissen und Igeln sowie von 60 verschiedenen Vogelarten gefressen.

#### Geschichte als invasive Pflanze in Europa
Bereits 1623 wurde die Spätblühende Traubenkirsche nach Europa (Paris) gebracht. Erste Erwähnungen für Deutschland stammen aus dem Jahr 1685. Der Anbau erfolgte als Ziergehölz in Gärten und Parks. Da die Spätblühende Traubenkirsche in ihrer Heimat auf armen Böden gute Wuchsleistungen erbringt und wertvolles Holz liefert, erhoffte man ähnliche Eigenschaften beim Anbau in Deutschland. Im späten 19. Jahrhundert wurde im Rahmen sogenannter Fremdländerversuchsanbauten die Eignung für die Forstwirtschaft getestet. Allerdings stellte sich heraus, dass die Spätblühende Traubenkirsche unter hiesigen Verhältnissen in der Regel nur mehr oder weniger strauchförmig wächst. In den 1920er Jahren begann man in den Niederlanden mit großflächigen Anpflanzungen. Man erhoffte sich eine Erhöhung der Bodenfruchtbarkeit in Nadelbaumkulturen, auf Heideflächen und auf windexponierten Standorten.
Noch bis in die 1950er Jahre pflanzten manche bei Aufforstungen die Spätblühende Traubenkirsche. Wenige Jahre später aber wurde sie als schädliche invasive Pflanze eingeschätzt und bekämpft – so in den Niederlanden seit 1963 als bospest („Waldpest“). Denn sie kann eine dichte Strauchschicht bilden, die viele forstwirtschaftliche Arbeiten erschwert und bei der Naturverjüngung andere Gehölze behindert. Auch wenn bei den Bekämpfungsmaßnahmen eine beträchtliche Menge an Gestrüpp entfernt wurde, war der Erfolg nicht durchschlagend. Die Spätblühende Traubenkirsche entwickelt aus versehentlich vergessenen Wurzelstücken nämlich sehr vitale Wurzelbrut, die schneller wächst und dichtere Bestände bildet als Kernwüchse. Herbizide erwiesen sich als wenig brauchbar, da sie andere Gewächse ebenso schädigten und sich nachteilig auf den Boden auswirkten. Nachhaltig erfolgreich war allein eine kombinierte Methode aus sorgfältigem Absägen der Stämme, gezieltem und nicht zu großflächigem Ausbringen von Herbiziden sowie der Abdeckung von Stubben mit Folien, um den Stockausschlägen das Licht zu nehmen. Diese Art der Bekämpfung ist aufwändig und teuer. Einige Fachleute sind der Meinung, dass sich die Bestände der Spätblühenden Traubenkirsche bei Schlusswaldgesellschaften von Rotbuche oder Hainbuche aufgrund der starken Verschattung von allein wieder lichten werden, wenn man die betroffenen Flächen einer ungestörten Sukzession überlässt.
In Erprobung befindet sich gegenwärtig eine Form der biologischen Bekämpfung mit dem Violetten Knorpelschichtpilz (Chondrostereum purpureum). Hierbei wird eine Myzelsuspension des Pilzes an frischen Schnittflächen der Spätblühenden Traubenkirsche aufgetragen. Aus bisher vorliegenden Untersuchungen wird deutlich, dass Chondrostereum purpureum bei sachgerechter Applikation erhebliche Schädigungen bei Prunus serotina hervorrufen kann. Da Chondrostereum purpureum in der Natur sehr häufig vorkommt und zudem relativ kurzlebig ist, werden von der Anwendung als Mykoherbizid keine ökologischen Auswirkungen auf die lokale Pilzflora oder andere Organismen befürchtet. Die bisherigen Freilandversuche in den Wäldern der Berliner Forsten lassen jedoch noch keine abschließende Beurteilung über die Praxistauglichkeit des Verfahrens zu.
In Deutschland wird sie heute von vielen Forstwirten notgedrungen vorübergehend als Waldbaum akzeptiert.